# Shaj (låt)
Fall from the Sky (albansk originaltitel: Shaj) är en låt av den albanska sångerskan Arilena Ara som skulle framföras som Albaniens bidrag vid Eurovision Song Contest 2020.